# Liste der Monuments historiques in Blumeray
Die Liste der Monuments historiques in Blumeray führt die Monuments historiques in der französischen Gemeinde Blumeray auf.

## Liste der Objekte
| Bezeichnung                   | Beschreibung                                                  | Standort                        | Kennzeichnung | Schutzstatus | Datum | Bild |
| ----------------------------- | ------------------------------------------------------------- | ------------------------------- | ------------- | ------------ | ----- | ---- |
| Skulptur Heinrich der Heilige | Kalkstein, farbig gefasst, zweite Hälfte des 17. Jahrhunderts | in der Kirche St-Laurent (Lage) | PM52001513    | Inscrit      | 1982  |      |
| Epitaph                       | Stein, bezeichnet 1638                                        | in der Kirche St-Laurent (Lage) | PM52000121    | Classé       | 1982  |      |
| Grabdenkmal                   | Stein, farbig gefasst, bezeichnet 1693                        | in der Kirche St-Laurent (Lage) | PM52000122    | Classé       | 1982  |      |